# Ксьонжниці (Малопольське воєводство)
Ксьонжниці (пол. Książnice) — село в Польщі, у гміні Ґдув Велицького повіту Малопольського воєводства.
Населення — 785 осіб (2011).

## Демографія
Демографічна структура станом на 31 березня 2011 року:
|          | Загалом | Допрацездатний вік | Працездатний вік | Постпрацездатний вік |
| -------- | ------- | ------------------ | ---------------- | -------------------- |
| Чоловіки | 393     | 93                 | 270              | 30                   |
| Жінки    | 392     | 74                 | 240              | 78                   |
| Разом    | 785     | 167                | 510              | 108                  |